# Piazza Bovio

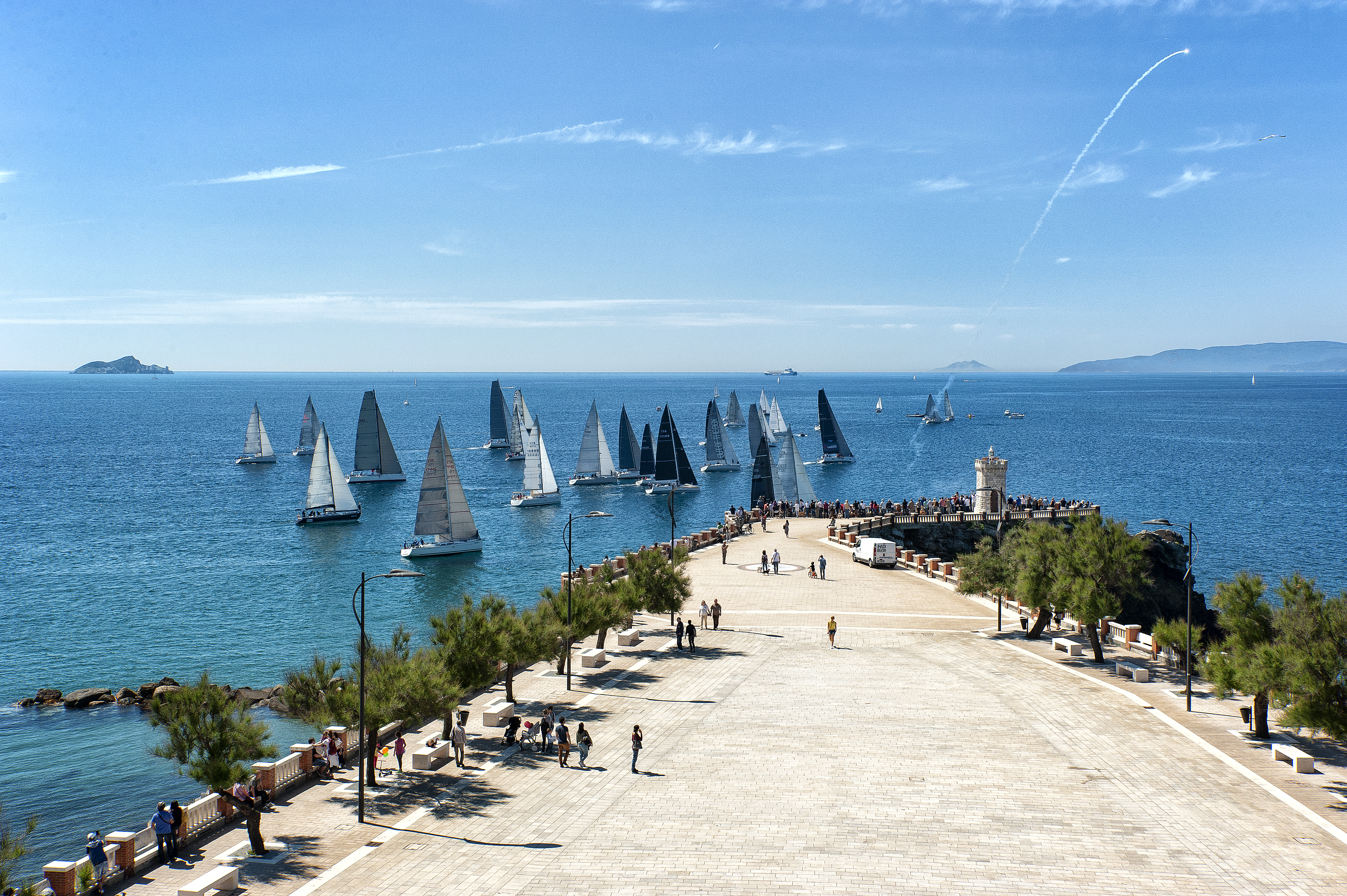
Veduta di Piazza Bovio vista da terra

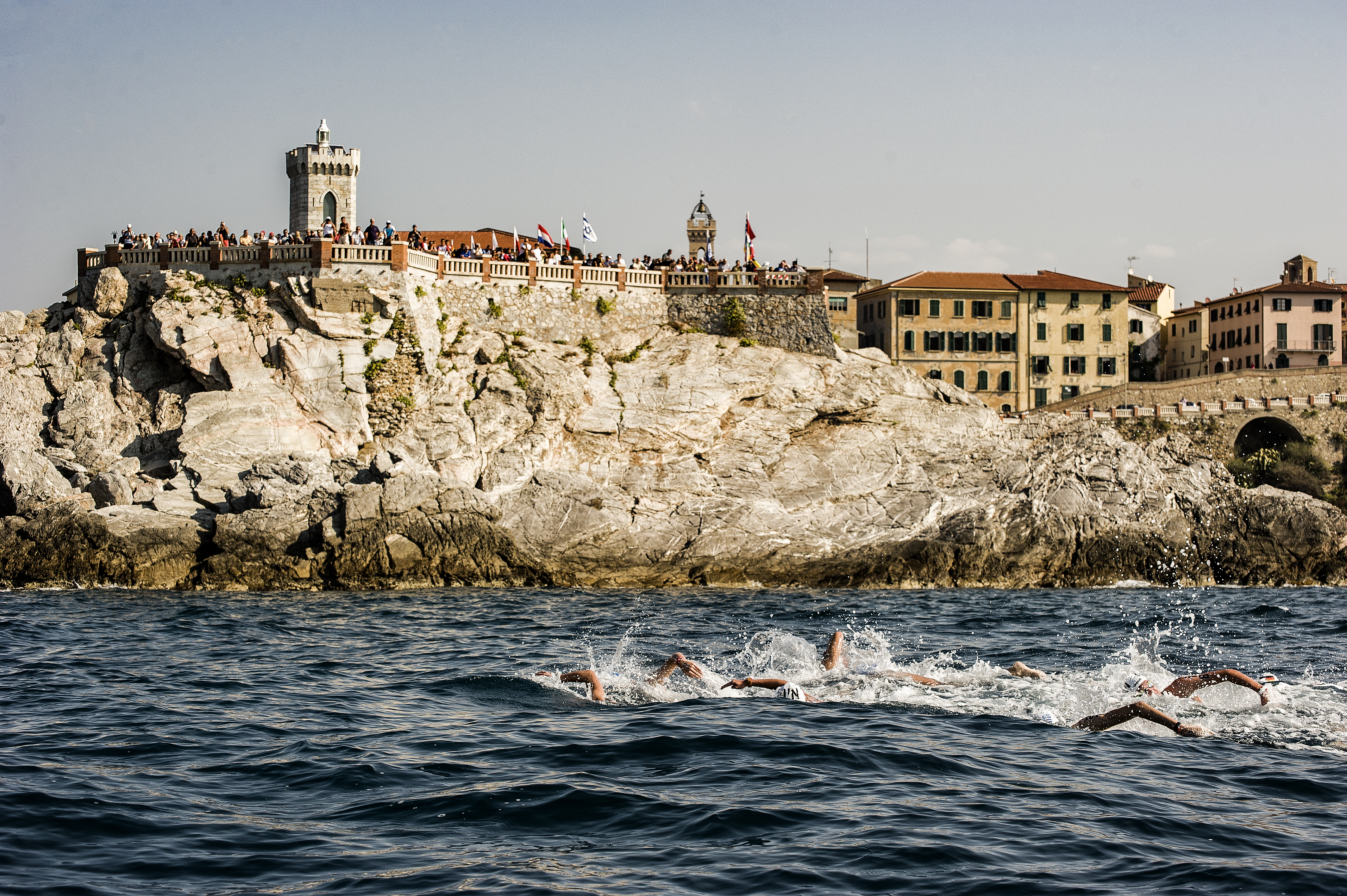
Veduta di Piazza Bovio vista dal mare

Piazza Giovanni Bovio, a Piombino, è posta sulla punta del suo promontorio.
Anticamente chiamata Piazzarella, la piazza si trova in fondo all'asse cittadino di viale del Popolo-viale Vittorio Emanuele II ed è dotata di una vasta terrazza naturale protesa sul mare, che ne abbraccia tre lati. Fu creata negli anni venti del Novecento demolendo, nella parte terminale, l'antica Rocchetta (fortilizio dell'XI secolo su fondamenta etrusche) da dove si dipartivano le mura urbane e sfruttando, adattandoli, gli antichi contrafforti.
La terrazza, di forma peninsulare, segue la conformazione della scogliera e permette di ammirare un'amplissima vista sul canale di Piombino, spaziando su gran parte dell'Arcipelago toscano e, nelle giornate limpide, fino alla Corsica e Giannutri. Vicinissima è la massa montuosa dell'isola d'Elba, mentre i due isolotti più in prossimità sono Cerboli e Palmaiola; le altre isole visibili sono il Giglio, Montecristo e Capraia. Fino a qualche anno fa, un grande pannello calpestabile illustrava la cartina dell'area visibile. In occasione del rifacimento della piazza, tale pannello è stato sostituito da una rosa dei venti in marmi policromi. È possibile ora riconoscere le isole visibili grazie a dei cartelli in plastica trasparente apposti in angoli strategici della piazza. 
All'estremità della terrazza si trova il faro della Rocchetta, a forma di torretta in stile neomedievale. Passando accanto al palazzo Appiani si può raggiungere il Porticciolo.

## Galleria d'immagini

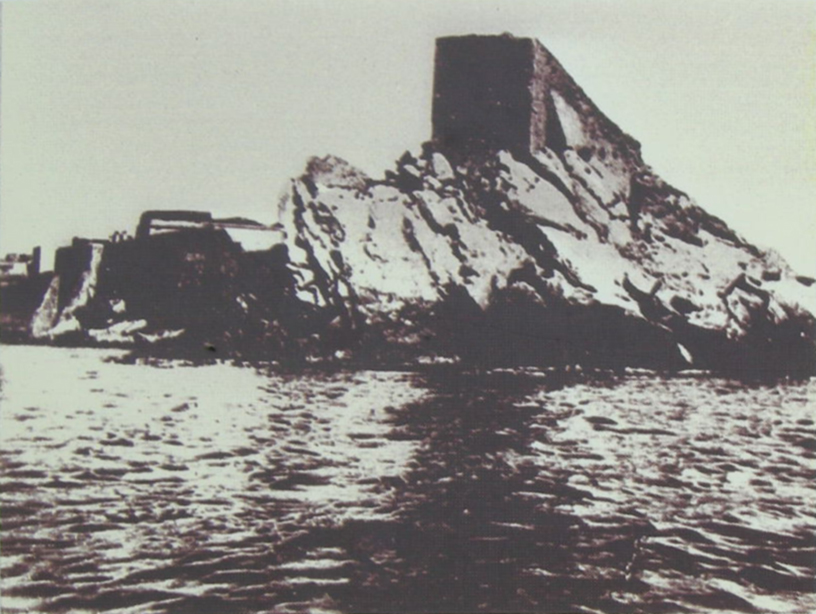
La Rocchetta di Piombino (inizio Novecento)
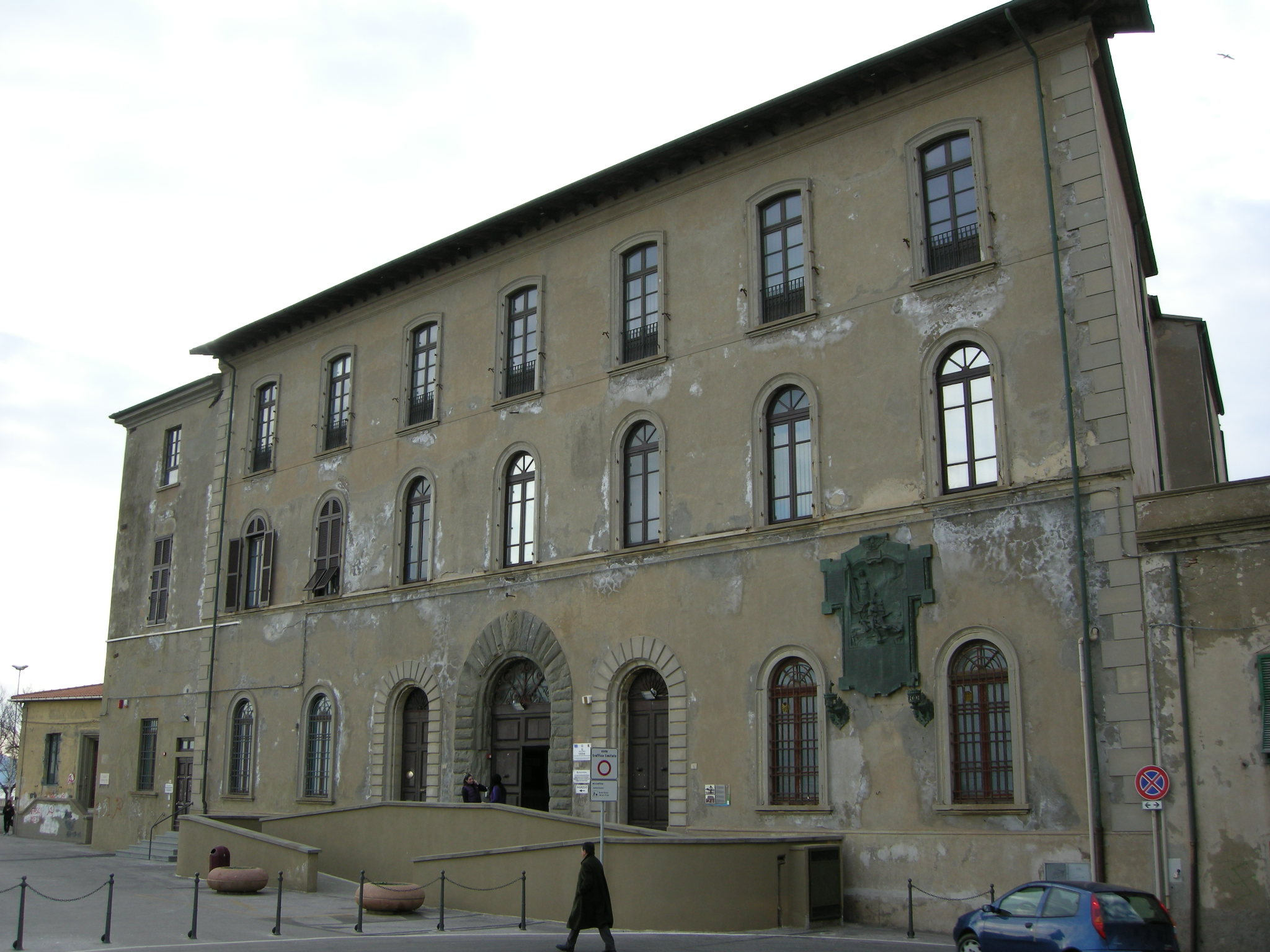
Palazzo Appiani
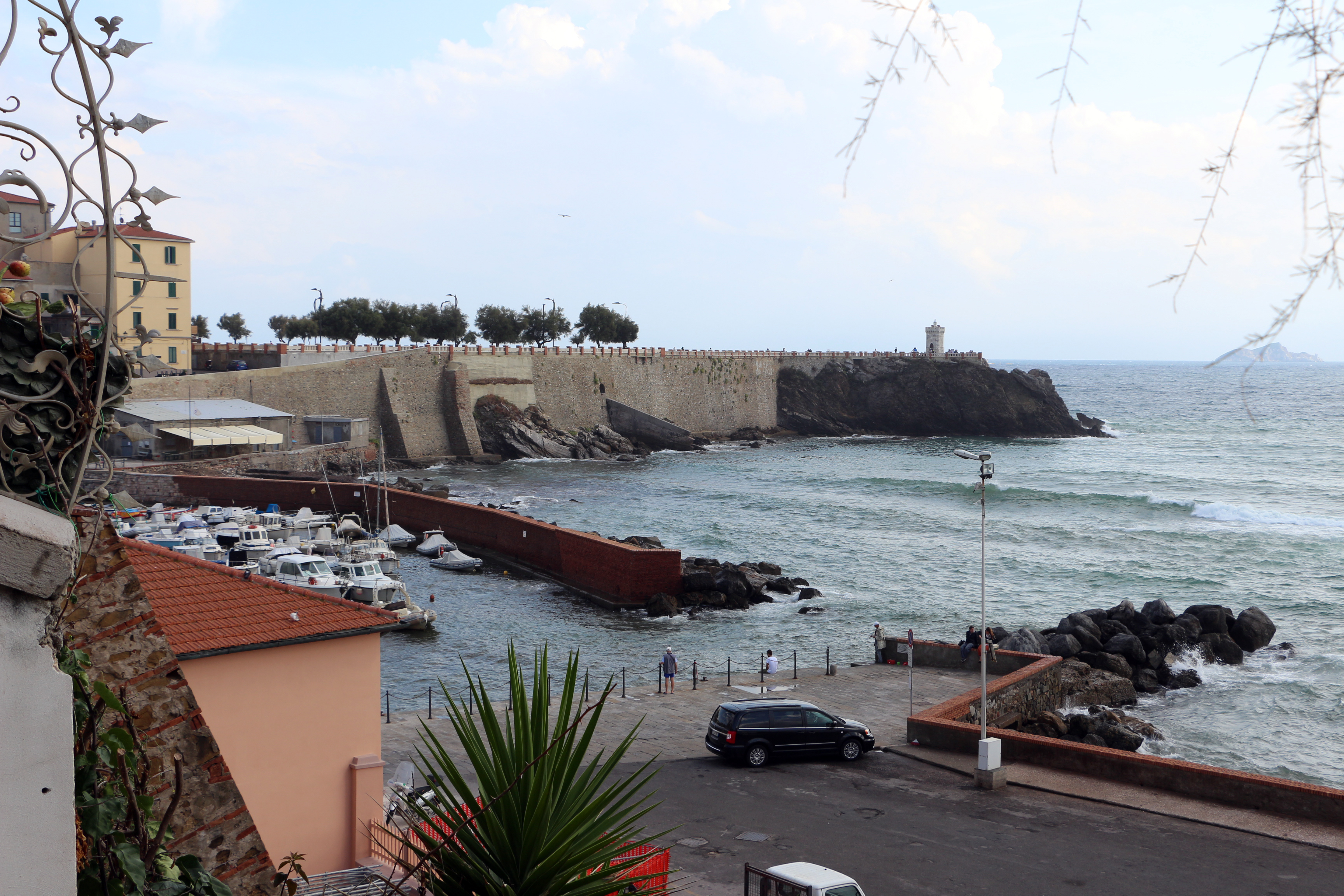
Veduta dalla Cittadella